# Pleszczyk
Pleszczyk (Stylops) – rodzaj wachlarzoskrzydłych z rodziny pleszczykowatych.
Gatunki:
- Stylops advarians Pierce, 1909
- Stylops apicalis Bohart, 1937
- Stylops bipunctatae Pierce, 1909
- Stylops bisalicidis Pierce, 1918
- Stylops bruneri Pierce, 1909
- Stylops californica Pierce, 1909
- Stylops childreni Gray, 1832
- Stylops claytoniae Pierce, 1909
- Stylops cornii Pierce, 1909
- Stylops crawfordi Pierce, 1909
- Stylops cressoni Pierce, 1909
- Stylops cuneiformis Bohart, 1936
- Stylops elongata Bohart, 1937
- Stylops erigeniae Pierce, 1918
- Stylops grandior Pierce, 1918
- Stylops heterocingulata Bohart 1937
- Stylops hippotes Pierce, 1909
- Stylops leechi Bohart, 1942
- Stylops mandibularis Pierce, 1911
- Stylops medionitans Pierce, 1918
- Stylops moestae Pierce, 1918
- Stylops multiplicatae Pierce, 1909
- Stylops neonanae Pierce, 1918
- Stylops nubeculae Pierce, 1909
- Stylops nudae Pierce, 1911
- Stylops oklahomae Pierce, 1909
- Stylops pacifica Bohart, 1936
- Stylops packardi Pierce, 1909
- Stylops polemonii Pierce, 1909
- Stylops salicifloris Pierce, 1909
- Stylops solidulae Pierce, 1909
- Stylops sparsipilosae Pierce, 1909
- Stylops subcandidae Pierce, 1909
- Stylops swenki Pierce, 1909
- Stylops timberlakei Bohart, 1936
- Stylops vandykei Bohart, 1936
- Stylops vicinae Pierce, 1909